# Kaj Bundvad
Jens Kaj Rudolf Bundvad, né le 8 juillet 1904 à Frederikshavn (Danemark) et mort le 26 janvier 1976 à Roskilde (Danemark), est un homme politique danois, membre des Sociaux-démocrates, ancien ministre et ancien député au Parlement (le Folketing).